# Tríglif
El tríglif (τρίγλυφος) és un element arquitectònic del fris a l'ordre dòric, de forma quadrada i situat en l'extrem d'una biga; deu la seva denominació a les tres estries (glifs) que ho recorren en vertical. Alterna amb les mètopes. Solia ser fet de terra cuïta i pintat de color turquesa fosc o negre.
|  |  |